# Pluralis majestatis

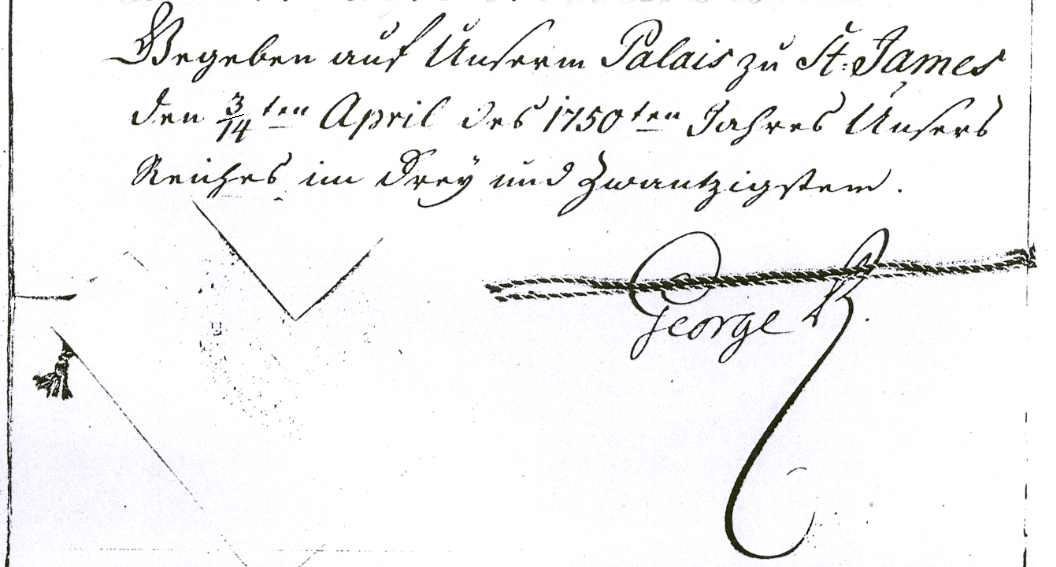
Document în limba germană de la 1750 semnat de George al II-lea al Marii Britanii, folosind pluralul maiestății: Gegeben auf Unserm Palais zu St. James den 3/14ten April des 1750ten Jahres Unsers Reiches im Dreÿ und Zwantzigstem. George R (în)

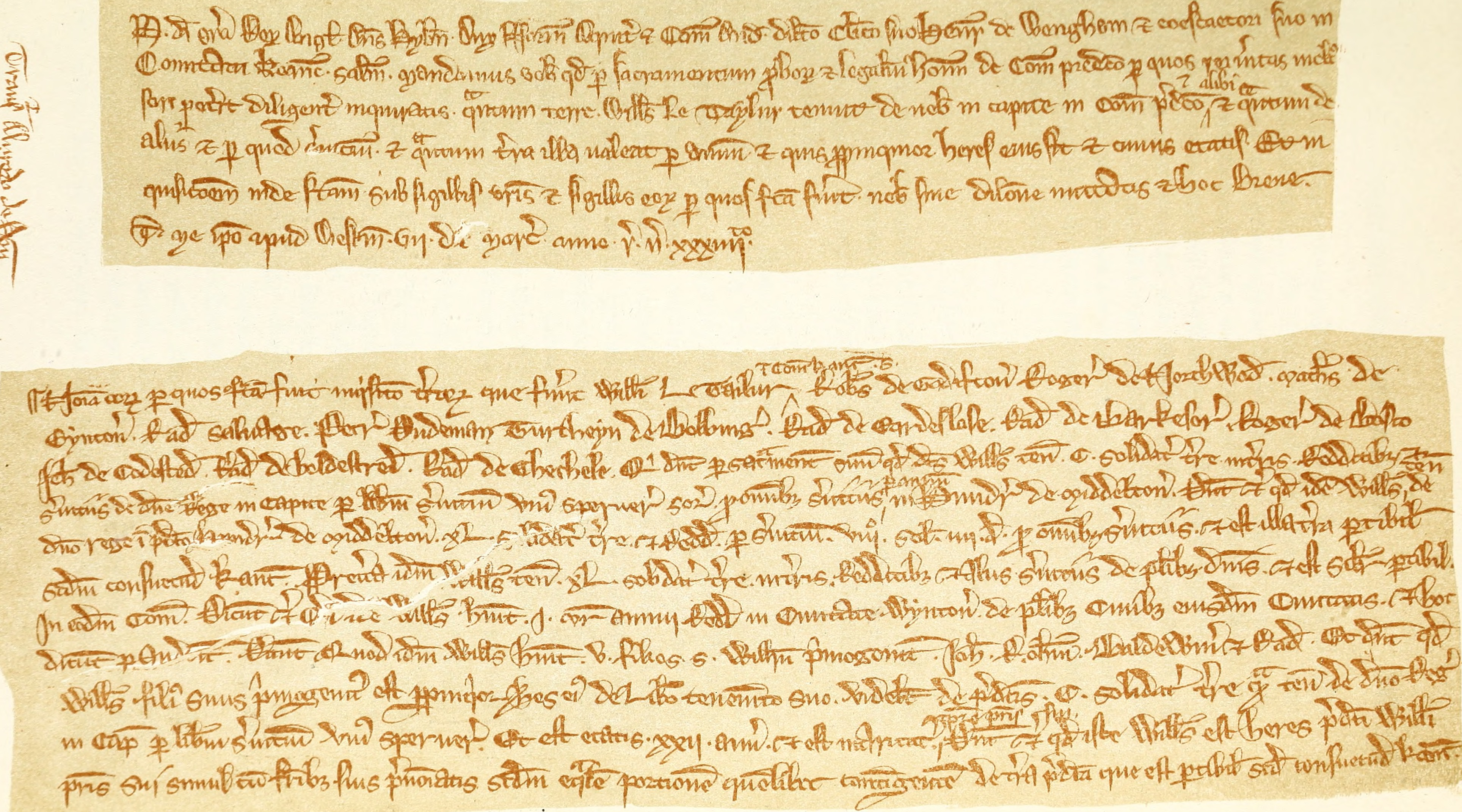
Document în limba latină din 1249–1250 dat de Henric al III-lea al Angliei, folosind expresia Mandamus vobis ("Vă poruncim").

Expresia latină pluralis majestatis, sau pluralul autorității/maiestății se referă la folosirea pronumelui personal la plural (inclusiv a formelor flexionare la plural) în actele oficiale emise în numele unui monarh sau a unui funcționar sau demnitar de rang înalt când autoritatea se referă la ea însăși.
El trebuie deosebit de pluralul editorial, pluralul autorului, pluralul modestiei, pluralul solidarității sau pluralul politeții/reverenței. Acestea sunt încadrate în categoria nosism.

## Istoric
Pluralis majestatis este folosit încă din timpul Romei Antice. Unii indică originea sa în tetrarhia romană la sfârșitul secolului al III-lea, unde fiecare dintre cei patru tetrarhi putea vorbi în numele celor patru. Totuși, Cicero folosește deja acest stil retoric în Catilinare⁠(d), la mijlocul secolului I î.Hr.
A fost folosit în mod obișnuit în Evul Mediu, în latină și în limbile europene, de către persoane cu funcții înalte, cum ar fi un monarh, un conte sau un papă. De asemenea, a fost folosit în context de episcopi sau rectori.
Utilizarea papală este extrem de protocolară. A fost folosit în special în enciclice, cum ar fi în Notre charge apostolique⁠(d) (de Pius al X-lea în 1910), Non Abbiamo Bisogno⁠(d) (de Pius al XI-lea în 1931, în italiană) și Mit brennender Sorge⁠(d) (de Pius al XI-lea în 1937, în germană). Pentru papi, uzul pluralului autorității a fost abandonat în practica curentă în timpul pontificatului papei Ioan Paul I.

## Exemple din Europa

### În Anglia, Marea Britanie sau Regatul Unit
Lui William Longchamp îi este atribuită introducerea utilizării pluralului autorității în Anglia la sfârșitul secolului al XII-lea, ca urmare a practicii Cancelariei Apostolice⁠(d).
După ce Regatului Unit i s-a cerut să arbitreze o dispută la graniță între Argentina și Chile, regele Eduard al VII-lea a emis hotărârea arbitrajului solicitat, cunoscut sub numele de Arbitrajul frontierei dintre Argentina și Chile de pe cordiliera Anzilor 1902⁠(d). Textul care urmează preambulului sentinței începe astfel:
„Now, We, Edward, by the grace of God, King of the United Kingdom of Great Britain and Ireland and of the British Dominions beyond the Seas King, Defender of the Faith, Emperor of India, etc., etc., have arrived at the following decisions upon the questions in dispute, which have been referred to Our arbitration, ...”
În această citare au fost subliniate cuvintele care indică folosirea pluralului maiestății.
Însă pluralul maiestății a devenit perimat. În 1989, Margaret Thatcher, pe atunci prim-ministrul Regatului Unit, a fost întâmpinată cu dispreț de unii din presă pentru că a folosit expresia „noi” atunci când a făcut anunțul We have become a grandmother (în română Noi am devenit bunică).

### În Franța
Lacus, în Othon de Pierre Corneille declamă:
„De notre grandeur seule ayons des cœurs jaloux, Ne vivons que pour nous, et ne pensons qu'à nous.”
(în română Să fim geloși doar pe măreția noastră, Să trăim numai pentru noi și să ne gândim numai la noi.)
Alt exemplu, Lemenestrel, referindu-se la el însuși:
„Aujourd’hui 21 décembre 1785, dix heures du matin, en l’assemblée du Corps municipal, tenue devant nous Louis-Charles Lemenestrel, chevalier de l’ordre royal de Saint-Louis, conseiller du Roi…”
(în română Astăzi, 21 decembrie 1785, ora zece dimineața, în adunarea Corpului Municipal, ținută în fața noastră Louis-Charles Lemenestrel, cavaler al Ordinului Regal Saint-Louis, consilier regal…)

### În Italia
Preambulul Statutului Albertin⁠(d):
„Considerando Noi le larghe e forti istituzioni rappresentative contenute nel presente Statuto Fondamentale come un mezzo il più sicuro di raddoppiare coi vincoli d'indissolubile affetto che stringono all'Italia Nostra Corona un Popolo”
(în română Considerând Noi, marile și puternicele instituții reprezentative cuprinse în acest Statut Fundamental ca fiind cel mai sigur mijloc de a prolifera legăturile de afecțiune indisolubilă care leagă Coroana Italiei Noastre într-un singur Popor)

### În România
Decretele regale emise de Carol I începeau cu formula:
„Noi, Carol I, Prin grația lui Dumnezeu și voința națională Rege al României […]”
Însă ulterior Ferdinand I și Mihai I au renunțat la pronumele „Noi”.
Pluralul autorității se mai întâlnește în texte juridice, de exemplu în Codul de Procedură Civilă formula executorie este:
„Noi, Președintele României, […]”

### În Ungaria
Pluralul maiestății apare și în actele lui Sigismund de Luxemburg:
„Nos Sigismundus Dei Gracia Romanorum Rex semper Augustus, ac Hungarie, Bohemie, Dalmatie, Croatie etc. […] Quod venientes nostre Majestatis in presentiam fideles nostri […]”
(în română Noi Sigismund prin grația lui Dumnezeu Regele Romanilor întotdeauna August, și al Ungariei, Boemiei, Dalmației, Croației etc. […] Că credincioșii noștri venind în prezența Majestății noastre […])

## În Asia

### În Extremul Orient
În China imperială și în celelalte monarhii din sfera sa culturală, inclusiv Japonia, Coreea și Vietnam , pronumele imperial era exprimat prin caracterul 朕 . Acesta a fost de fapt fostul pronume chinezesc la persoana întâi singular (adică „eu”). Însă după unificarea Chinei⁠(d) împăratul Qin Shihung-di l-a rezervat pentru uzul său personal.

### În India
În limba hindustană și în alte limbi indo-ariene, pentru vorbitorii vârstnici sau persoanele cu rang social mai înalt, pluralul maiestății este un mod obișnuit de a se referi la ei înșiși. În anumite comunități, pronumele personal la persoana întâi singular a dispărut complet, fiind înlocuit cu forma la plural.

## În iudaism
În iudaism unele personificări din Tanah descriu pe Iahve în termeni la plural: Elohim sau Adonai. Unii exegeți creștini, inclusiv Augustin de Hipona, au interpretat asta ca argumente pentru Sfânta Treime. Însă savanți ca Mircea Eliade, Wilhelm Gesenius, și Aaron Ember, consideră că în Tora „Elohim” este o formă de plural de politețe.

## În islam
În Islam există câteva forme la plural folosite pentru a se referi la Allah.